# Copa de Campeones de la Concacaf 1977
La Copa de Campeones de 1977 fue la decimotercera edición de la Copa de Campeones de la Concacaf. Nuevamente el formato marcaba el inicio de la competencia con rondas preliminares en cada una de las zonas de la confederación. Sin embargo en el torneo privó la desorganización y los conflictos administrativos, por lo que varios clubes fueron abandonando la competencia.
La ronda final pactada para jugarse con tres equipos, al final solo se disputó con una serie decisiva entre el América y el Robinhood, esto luego del abandono de Deportivo Saprissa en la semifinal. La final se disputó con dos juegos en Paramaribo, Surinam; el primer juego terminó con victoria de un tanto para el equipo americanista y en el segundo juego el 17 de enero de 1978, se saldó con empate a uno, con lo que alcanzó su primer título como campeón de la Concacaf.

## Equipos participantes
En cursiva los equipos debutantes en el torneo.
| País                      | Equipo                              |
| ------------------------- | ----------------------------------- |
| Surinam 2 cupos           | SV Robinhood SV Voorwaarts          |
| Costa Rica · 2 cupos      | Deportivo Saprissa Deportivo México |
| Trinidad y Tobago 2 cupos | TECSA FC Defence Force FC           |
| Haití 2 cupos             | Violette AC Victory SC              |
| Guyana 2 cupos            | Pelé FC Y.M.C.A. Linden             |
| Honduras 2 cupos          | CD Motagua CD España                |
| El Salvador · 2 cupos     | CD Águila Alianza FC                |
| Estados Unidos 1 cupo     | New York Inter-Giuliana             |
| México · 1 cupo           | Club América                        |
| Guatemala · 1 cupo        | CSD Municipal                       |
| Nicaragua · 1 cupo        | Diriangén FC                        |

## Zona Norteamericana
| Equipo Local Ida | Resultado | Equipo Visitante Ida    | Ida | Vuelta |
| ---------------- | --------- | ----------------------- | --- | ------ |
| América          | w/o       | New York Inter-Giuliana | -   | -      |

- El New York Inter-Giuliana abandonó el torneo, América avanza a la ronda final.

## Zona Centroamericana

### Primera ronda
| Equipo Local Ida | Resultado | Equipo Visitante Ida | Ida   | Vuelta |
| ---------------- | --------- | -------------------- | ----- | ------ |
| Águila           | 1 - 3     | Municipal            | 0 - 2 | 1 - 1  |
| Diriangén        | w/o       | Deportivo México     | -     | -      |
| Saprissa         | w/o       | España               | -     | -      |
| Motagua          | w/o       | Alianza              | -     | -      |

- A Deportivo México no se le comunicó las fechas de los partidos, por lo tanto, Diriangén califica.
- España y Alianza se retiraron.

### Segunda ronda
| 12 de junio de 1977 | Municipal                                                                 | 13:1 | Diriangén | Estadio Mateo Flores, Ciudad de Guatemala |  |
|                     | Anderson ?', ?', ?', ?', ?' · Desconocidos ?', ?', ?', ?', ?', ?', ?', ?' |      | Cruz      |                                           |  |

| 26 de junio de 1977 | Diriangén   | 1:3 (Global 2:16) | Municipal                   | Estadio Colegio La Salle, Diriamba |  |
|                     | Desconocido |                   | Mitrovich ?', ?' · Anderson |                                    |  |

| 12 de junio de 1977                                   | Motagua | w/o | Saprissa | Estadio Nacional, Tegucigalpa |  |
| Motagua se retiró y por lo tanto, Saprissa clasifica. |         |     |          |                               |  |

### Tercera ronda
| 10 de julio de 1977 | Municipal           | 1:2 (1:1) | Saprissa                          | Estadio Mateo Flores, Ciudad de Guatemala |                            |
|                     | Sanzogni 28' (pen.) |           | Barquero 38' (pen.) · Morales 54' | Árbitro(s): Leónidas Rogel                | Árbitro(s): Leónidas Rogel |

| 24 de julio de 1977 | Saprissa    | 1:0 (0:0) (Global 3:1) | Municipal | Estadio Ricardo Saprissa, San José |                                  |
|                     | Santana 79' |                        |           | Árbitro(s): Carlos Roberto Ortiz   | Árbitro(s): Carlos Roberto Ortiz |

## Zona del Caribe

### Primera ronda
| Equipo Local Ida | Resultado | Equipo Visitante Ida | Ida   | Vuelta |
| ---------------- | --------- | -------------------- | ----- | ------ |
| Defence Force    | 0 - 4     | Violette             | 0 - 2 | 0 - 2  |
| Pelé             | 3 - 4     | Voorwaarts           | 2 - 0 | 1 - 4  |
| Robinhood        | 6 - 0     | YMCA Linden          | 5 - 0 | 1 - 0  |
| TECSA            | w/o       | Victory              | -     | -      |

### Segunda ronda
| Equipo Local Ida | Resultado | Equipo Visitante Ida | Ida   | Vuelta |
| ---------------- | --------- | -------------------- | ----- | ------ |
| Violette         | 0 - 1     | Robinhood            | 0 - 0 | 0 - 1  |

### Tercera ronda
| Equipo Local Ida | Resultado | Equipo Visitante Ida | Ida   | Vuelta |
| ---------------- | --------- | -------------------- | ----- | ------ |
| Voorwaarts       | 2 - 3     | Robinhood            | 0 - 1 | 2 - 2  |

### Cuarta ronda
| Equipo Local Ida | Resultado | Equipo Visitante Ida | Ida   | Vuelta |
| ---------------- | --------- | -------------------- | ----- | ------ |
| TECSA            | 2 - 4     | Robinhood            | 1 - 1 | 1 - 3  |

## Ronda final
- América
- Robinhood
- Saprissa

### Semifinal
| 10 de diciembre de 1977                                         | América | w/o | Saprissa |  |  |
| Saprissa se retiró y por lo tanto, América clasifica a la final |         |     |          |  |  |

### Final

#### Ida
| 15 de enero de 1978 | América      | 1:0 (0:0) | Robinhood | Estadio Nacional, Paramaribo |  |
|                     | Luizinho 49' |           |           |                              |  |

#### Vuelta
| 18 de enero de 1978 | Robinhood      | 1:1 (1:0) (Global 1:2) | América   | Estadio Nacional, Paramaribo                              |                                                           |
|                     | Emanuelson 36' | Reporte                | Kiese 70' | Asistencia: 5000 espectadores Árbitro(s): Rudolph Wooding | Asistencia: 5000 espectadores Árbitro(s): Rudolph Wooding |

| América Campeón 1.er título |